# Pachyoryctes elongatus
Pachyoryctes elongatus är en skalbaggsart som beskrevs av Gilbert John Arrow 1941. Pachyoryctes elongatus ingår i släktet Pachyoryctes och familjen Dynastidae. Inga underarter finns listade i Catalogue of Life.